# Fear Effect Inferno
Fear Effect Inferno è il terzo titolo non pubblicato della serie di videogiochi Fear Effect. Inferno fu inizialmente annunciato per PlayStation 2 nel 2001, e il primo trailer fu mostrato all'E3 del 2002. Il trailer rappresentava le scene già note del gioco. Lo status del gioco è rapidamente cambiato nel 2002, fino a essere cancellato nel 2003. Tuttavia, fra l'annuncio e la cancellazione le informazioni furono scarse.
I rapporti variarono sullo stato del gioco fra il 2002 e il 2003. Mentre un primo report di Gamespot del 2003 descrisse il gioco come "in attesa", IGN rivelò la notizia che il gioco era stato annullato. Secondo il rapporto di IGN, il gioco "fu la prima delle vittime di Eidos per la sua politica più rigida." A causa del lento progresso del gioco, ai creatori fu concesso più tempo per ultimarlo, pena la cancellazione. Sfortunatamente, solo lo staff di sviluppo conosceva lo stato del gioco dopo l'annullamento. Secondo IGN, "a un certo punto nel tardo 2002 o nel primo 2003, Kronos aveva davvero cercato di venderlo a molti sviluppatori. Tuttavia, nessuno accettò."

## Modalità di gioco
Sono presenti solo pochi screenshot che mostrano lo stile e il gameplay di Fear Effect Inferno. Stando a queste immagini, il gameplay sarebbe stato quasi identico a quello dei due titoli precedenti. Tuttavia, un nuovo sistema di selezione delle armi avrebbe permesso ai giocatori di tracciare un "campo di fuoco" sulla mappa con i tasti "X" e "O" con il controller DualShock 2. Ciò avrebbe permesso una più vasta combinazione di armi. In più, potevano essere eseguiti vari tipi di tuffi per schivare il fuoco nemico. L'ambientazione stessa avrebbe permesso ai giocatori di evitare i pericoli, come le pallottole, o l'individuazione da parte del nemico. Alcuni rumor sostenevano che i giocatori sarebbero stati in grado di interagire con specifiche scene di lotta, premendo determinati tasti al momento giusto. Fear Effect Inferno avrebbe separato la barra della "Salute" da quella della "Paura". Tuttavia, è ignoto in che modo la barra della "Paura" avrebbe influito sul gameplay, dato che nei due giochi precedenti, quella della "Salute" svolgeva le funzioni di entrambe.
Per quanto concerne l'aspetto grafico, Fear Effect Inferno sarebbe stata simile a quella dei Fear Effect precedenti, ma con uno stile "next generation". Con le capacità grafiche della PlayStation 2, le scene di dialogo fra i personaggi e quelle d'azione sarebbero state mostrate con una qualità più alta. Come nei due giochi precedenti, le ambientazioni sarebbero state brevi animazioni create con la stessa tecnica usata in Final Fantasy X. I personaggi poligonali erano stati creati con la tecnica del cel-shading dei precedenti titoli per PlayStation. Altre caratteristiche tipiche della serie, come Hana che si cambia frequentemente gli abiti, sarebbero spiccate in questo capitolo ancor più che negli altri. Nelle clips mostrate, Hana indossa non meno di 4 costumi diversi.

## Sviluppo
Nonostante la scarsezza dei dettagli riguardo alla trama, gli editori IGN promisero che "la fusione del mito asiatico e di spaventosi temi moderni" sarebbe stata l'impostazione storica principale come nei due titoli precedenti". Attraverso le clips dimostrative che Kronos ha pubblicato durante lo sviluppo del gioco, i fan hanno ricostruito parte della trama di Fear Effect Inferno.
Fear Effect Inferno è basato sul migliore finale che il giocatore poteva raggiungere nel primo Fear Effect. Quindi, i demoni evocati da Yim Lau Wong sono stati sconfitti, il braccio di Glas si è rigenerato e Deke è tornato in vita. Stando ai video mostrati, la storia di Fear Effect Inferno narra della cattura di Hana da parte di demoni travestiti da dottori e infermieri umani. Hana viene trasferita in un istituto psichiatrico dove i rapitori la usano come cavia per alcuni esperimenti. Durante la sua prigionia, ha molte allucinazioni, che spaziano dal completamento di missioni alla visione di suoi amici, inclusa Hana stessa, mentre vengono sterminati da bestie. Completando più missioni, Hana ottiene poteri da questi esseri antichi, il che le consente di evadere dal manicomio. Nel frattempo, Deke si è introdotto nella struttura, probabilmente fingendosi un "paziente" e uccide chiunque gli impedisca di salvare Hana. Alla fine dell'avventura, i quattro bounty hunters affronteranno nuovamente le fiamme dell'inferno, e lotteranno contro i demoni rimanenti. Oltre ai demoni stessi, ai loro vecchi esperimenti ex-umani, ai seguaci che indossano occhiali da sole e a una donna che ricorda vagamente Wee Ming, nessun "antagonista principale" è stato individuato. Tuttavia, Fear Effect Inferno prometteva un maggiore sviluppo dei personaggi durante lo svolgimento dell'avventura.
Erano previsti profondi cambiamenti per i personaggi durante gli eventi di Fear Effect Inferno. Come mostrato dai trailers e dalle clips dimostrative, Glas e Rain hanno iniziato una relazione sessuale. Allo stesso tempo, Hana e Glas hanno rafforzato il loro legame, diventando più intimi, il che avrebbe creato un triangolo d'amore per i tre bounty hunters. Il destino dei personaggi è sconosciuto; non è mai stato rivelato se le morti a cui assiste Hana o i giocatori fossero permanenti.

## Annullamento
Le notizie dell'annullamento furono rivelate nel 2004, anni dopo l'annuncio iniziale del gioco e la sua silenziosa assenza. Anche Sandy Abe, direttore generale di Kronos, disse che Eidos avrebbe potuto dare una seconda chance al gioco, probabilmente sotto un nuovo sviluppatore, come Crystal Dynamics, ma questa previsione si avverò solo per la serie Tomb Raider. Secondo un'e-mail di Sandy Abe, "Sfortunatamente Fear Effect forse non sarà scelto".